# UFC Fight Night: Moicano vs. Saint Denis
UFC Fight Night: Moicano vs. Saint Denis（ユーエフシー・ファイトナイト：モイカノ・バーサス・サン＝デニ、別名UFC Fight Night 243、UFC on ESPN+ 101）は、アメリカ合衆国の総合格闘技団体「UFC」の大会の一つ。2024年9月28日、フランス・パリのアコー・アレナで開催された。

## 大会概要
本大会はヘナート・モイカノとブノワ・サン＝デニのライト級戦が組まれた。

## 試合結果

### プレリミナリーカード
第1試合 ライト級 5分3R
○  クリス・ダンカン vs.  ボラジ・オキ ×
1R 3:34 ギロチンチョーク
第2試合 女子バンタム級 5分3R
○  ジャケリン・カバウカンチ vs.  ノハ・コノル ×
3R終了 判定2-1（28-29、29-28、29-28）
第3試合 フライ級 5分3R
○  ダニエル・バレス vs.  ビクトル・アルタミラノ ×
3R終了 判定3-0（29-28、29-28、29-28）
第4試合 136.5ポンド契約 5分3R
○  アイリーン・ペレス vs.  ダリヤ・ジェレズニコバ ×
1R 3:52 肩固め
※ペレスの体重超過により女子バンタム級から変更。
第5試合 バンタム級 5分3R
○  テイラー・ラピルス vs.  ヴィンス・モラレス ×
3R終了 判定3-0（30-27、30-27、30-27）
第6試合 ライト級 5分3R
○  ルドビト・クライン vs.  ルーズベルト・ロバーツ ×
3R終了 判定3-0（30-27、29-28、29-28）
第7試合 ライトヘビー級 5分3R
○  ウマル・シー vs.  チョン・ダウン ×
3R終了 判定3-0（30-27、30-27、30-27）
第8試合 ライトヘビー級 5分3R
○  イオン・クテラバ vs.  イヴァン・エルスラン ×
3R終了 判定2-1（28-29、29-28、29-28）

### メインカード
第9試合 ライト級 5分3R
○  ファレス・ジアム vs.  マット・フレボラ ×
3R 2:59 KO（右膝蹴り）
第10試合 フェザー級 5分3R
○  モルガン・シャリエール vs.  ガブリエル・ミランダ ×
2R 0:27 KO（左フック）
第11試合 ウェルター級 5分3R
○  ブライアン・バトル vs.  ケビン・ジュセ ×
2R 3:47 TKO（スタンドパンチ連打）
第12試合 フェザー級 5分3R
○  ウィリアム・ゴミス vs.  ジョアンダーソン・ブリート ×
3R終了 判定2-1（29-28、28-29、29-28）
第13試合 ミドル級 5分3R
○  ナッソーディン・イマボフ vs.  ブレンダン・アレン ×
3R終了 判定3-0（29-28、29-28、29-28）
第14試合 ライト級 5分5R
○  ヘナート・モイカノ vs.  ブノワ・サン＝デニ ×
2R 5:00 TKO（ドクターストップ）

### 各賞
ファイト・オブ・ザ・ナイト：該当無し
パフォーマンス・オブ・ザ・ナイト：ブライアン・バトル、モルガン・シャリエール、ファレス・ジアム、クリス・ダンカン
各選手にはボーナスとして5万ドルが授与された。

### カード変更
負傷などによるカードの変更は以下の通り。